# Stanisław Kaniewski
Stanisław Kaniewski (ur. 1 kwietnia 1881 w Ochrymowie (powiat lipowiecki) na Ukrainie, zm. 5 listopada 1967 w Gdańsku) – polski inżynier technolog, konstruktor, specjalność: maszyny i napędy elektryczne, wykładowca Politechniki Warszawskiej oraz Państwowej Szkoły Budowy Maszyn i Elektrotechniki im. Hipolita Wawelberga i Stanisława Rotwanda, profesor zwyczajny Politechniki Gdańskiej. 

## Działalność zawodowa, dydaktyczna i organizacyjna
W 1899 został absolwentem Gimnazjum Realnego w Krzemieńczuku koło Połtawy. W 1907 ukończył studia na Wydziale Mechanicznym Instytutu Politechnicznego cara Aleksandra II w Kijowie z dyplomem inżyniera technologa. W latach 1908–1911 był wykładowcą w Instytucie Politechnicznym oraz nauczycielem w Szkole Technicznej prof. Pechinowa w Kijowie. W latach 1907–1908 odbył służbę wojskową w wojskach inżynieryjnych w Kijowie. W latach 1911–1916 pracował w Fabryce Maszyn Elektrycznych Westinghouse S.A. w Moskwie, które w 1913 roku zostały włączone do Fabryki „Dynamo” w Moskwie, gdzie w latach 1913-1916 pełnił funkcję szefa działu i konstruktora budowy maszyn elektrycznych. W latach 1916–1917 był kierownikiem działu aparatów i urządzeń rozdzielczych fabryki „Wolta” w Rewlu (Tallin). W latach 1917–1918 pracował w filii Fabryki „Wolta” w Moskwie i Petersburgu. W latach 1918–1919 był członkiem Rady Elektrotechnicznej w rosyjskim Ministerstwie Przemysłu i Handlu oraz wykładowcą Politechniki Kijowskiej. 
W Polsce przebywał od 1919 roku. Pełnił funkcję kierownika biura projektów i budowy elektrowni w Borysławiu, pracował w Biurze Elektrowni Okręgowych oddziału centrali lwowskiej w Sierszy koło Lwowa. Od 1920 mieszkał w Warszawie. W latach 1920–1921 był kierownikiem Elektrowni Miejskiej, w latach 1921-1922 pracował w Wydziale Technicznym Banku dla Elektryfikacji Polski (Elektrobank) w Warszawie, w latach 1922-1923 zatrudniony był w Ministerstwie Robót Publicznych na stanowisku starszego referenta Wydziału Elektrycznego. W latach 1920–1923 był wykładowcą na Politechnice Warszawskiej, w latach 1922-1923 oraz 1925-1928 wykładał w Państwowej Szkole Budowy Maszyn i Elektrotechniki im. Hipolita Wawelberga i Stanisława Rotwanda w Warszawie. W latach 1923–1931 pracował w Polskich Zakładach Elektrycznych Brown Boveri S.A., w latach 1930-1931 był dyrektorem oddziału we Lwowie. W latach 1932–1935 był kierownikiem referatu elektrycznego w Śląskim Urzędzie Wojewódzkim w Katowicach. W latach 1935–1940 pracował w Zjednoczeniu Elektrowni Okręgu Radomsko-Kieleckiego S.A., gdzie w latach 1936-1939 pełnił funkcję naczelnego dyrektora. W latach 1937–1940 zatrudniony był w Zarządzie Zakładu Energetycznego S.A. Okręgu Warszawskiego. W latach 1941–1944 pracował w Wytwórni Aparatów Elektrycznych „K. i W. Pustoła” w Warszawie. 
Po powstaniu warszawskim mieszkał w okolicach Warszawy. Od kwietnia do lipca 1945 pracował na Wydziale Ekonomii Centralnego Zarządu Energetyki w Warszawie. Od sierpnia 1945 do marca 1946 pełnił funkcję naczelnika Wydziału Techniczno-Ekonomicznego Zjednoczenia Energetycznego Okręgu Łódzkiego w Łodzi. 
Od marca 1946 mieszkał w Gdańsku. 24 lipca 1946 otrzymał tytuł profesora zwyczajnego Politechniki Gdańskiej. 12 listopada 1953 Centralna Komisja Kwalifikacyjna nadała Stanisławowi Kaniewskiemu stopień doktora nauk (od 1958 roku równoważny doktorowi habilitowanemu). Od marca 1946 do 30 września 1960 pracował na Politechnice Gdańskiej. W latach 1946–1952 był kierownikiem Katedry Maszyn Elektrycznych i Napędów Elektrycznych, w latach 1953-1959 kierownikiem Katedry Maszyn Elektrycznych na Wydziale Elektrycznym. 
1 października 1960 roku przeszedł na emeryturę. W latach 1946–1960 należał do Związku Nauczycielstwa Polskiego. Był autorem publikacji na temat elektryki i maszyn elektrycznych.

## Nagrody, wyróżnienia, odznaczenia
- Złoty Krzyż Zasługi (1938)
- Medal 10-lecia Polski Ludowej (1955)

## Publikacje
- Współautor: Silniki indukcyjne asynchroniczne, Warszawa 1956.